# Лещенко, Николай Павлович
Николай Павлович Лещенко (1923—1990) — подполковник Советской Армии, участник Великой Отечественной войны, Герой Советского Союза (1944).

## Биография
Николай Лещенко родился 23 февраля 1923 года в Харькове. Окончил среднюю школу. В июле 1941 года Лещенко был призван на службу в Рабоче-крестьянскую Красную Армию. В 1943 году он окончил Сумское артиллерийское училище. С мая того же года — на фронтах Великой Отечественной войны. К июлю 1944 года лейтенант Николай Лещенко командовал огневым взводом 1318-го истребительно-противотанкового артиллерийского полка 1-й истребительно-противотанковой артиллерийской бригады 1-го Белорусского фронта. Отличился во время освобождения Минской области Белорусской ССР.
1 июля 1944 года взвод Лещенко принимал активное участие в боях за Слуцк. 3 июля, попав в засаду, устроенную немецкими войсками, Лещенко приказал развернуть орудия взвода и вести огонь по противнику. Заменив собой наводчика одного из орудий, Лещенко лично уничтожил два вражеских танка. Взвод держал оборону около суток, не дав противнику прорваться к основным силам.
Указом Президиума Верховного Совета СССР от 25 сентября 1944 года лейтенант Николай Лещенко был удостоен высокого звания Героя Советского Союза с вручением ордена Ленина и медали «Золотая Звезда».
После окончания войны Лещенко продолжил службу в Советской Армии. В 1961 году он окончил курсы усовершенствования офицерского состава, в 1967 году — Центральные артиллерийские офицерские курсы. В 1972 году в звании подполковника Лещенко был уволен в запас. Вернулся в Харьков. Умер в 1990 году.
Почётный гражданин Несвижа. Был также награждён орденами Отечественной войны 1-й степени и Красной Звезды, рядом медалей.
В честь Лещенко названа улица в Несвиже.